# Sam Bush
Sam Bush (Bowling Green, 13 april 1952) is een Amerikaanse bluegrass-muzikant.

## Biografie
Sam Bush zingt en speelt mandoline, viool, banjo en gitaar. Van 1971 tot 1989 behoorde hij tot de door hem mede geformeerde band New Grass Revival. In 1985 bracht Bush zijn eerste soloalbum uit. Hij telt tot de wereldtop bij de mandolinespelers en telt als een van de medeoprichters van het Telluride Bluegrass Festival, dat sinds 1973 jaarlijks in juni plaatsvindt in Telluride. Naar aanleiding van zijn jaarlijkse optreden daar wordt Sam Bush in het bluegrass-circuit ook 'King Telluride' genoemd. 
Sam Bush speelt op een omgebouwde Gibson F-5 mandoline uit 1937 met de naam 'Hoss'.

## Onderscheidingen
- 1990, 1991, 1992, 2007:  International Bluegrass Music Association Award als «Mandolin Player of the Year»

## Discografie

### Albums
- 1985: Late As Usual (Rounder Records)
- 1996: Glamour & Grits (Sugar Hill Records)
- 1998: Howlin' At The Moon (Sugar Hill Records)
- 2000: Ice Caps: Peaks Of Telluride (Sugar Hill Records)
- 2003: Hold On, We're Strummin' (Acoustic Disc)
- 2004: King Of My World (Sugar Hill Records)
- 2006: Laps In Seven (Sugar Hill Records)
- 2009: Circles Around Me (Sugar Hill Records)
- 2016: Storyman (Sugar Hill Records)

### DVD
- 2007: On the Road (Sugar Hill Records)

- Bibliothèque nationale de France: cb14160485f (data)
- Gemeinsame Normdatei: 134828941
- International Standard Name Identifier: 0000 0001 1460 9771
- Library of Congress Control Number: no00001295
- MusicBrainz: c233d833-81d9-4feb-b70c-7ffe86200f7b
- Nationale Bibliotheek van Tsjechië: js20020429016
- SNAC: w6000brt
- Virtual International Authority File: 44508422
- WorldCat: E39PBJfh8cTC8wD9qGd4yQBdcP